# Yangon
Yangon, còn gọi là Rangoon, (tiếng Miến Điện: ရန်ကုန်, MLCTS rankun mrui; phát âm [jàɴɡòʊɴ mjo̰]; tên tiếng Việt cũ: Ngưỡng Quang hoặc Ngưỡng-quảng) là cố đô và là thành phố lớn nhất Myanmar với dân số 5.514.000 (2022). Thành phố nằm ở ngã ba sông Yangon và sông Bago, cách Vịnh Martaban 30 km. Tọa độ của Yangon là 16°48' vĩ bắc, 96°09' độ kinh đông (16.8, 96.15), theo múi giờ UTC/GMT +6:30 h.
Tháng 11 năm 2005, Hội đồng hành chính quân sự Myanmar đã quyết định dời đô từ Yangon về Naypyidaw thuộc tỉnh Mandalay. Naypyidaw chính thức trở thành thủ đô mới của Myanmar từ ngày 26 tháng 3 năm 2006.
So với các thành phố lớn ở Đông Nam Á, Yangon tương đối kém phát triển. Việc bùng nổ xây dựng phần lớn là do đầu tư nước ngoài từ Trung Quốc và Singapore. Nhiều cao ốc thương mại và nhà ở đã được xây dựng ở trung tâm thành phố. Yangon có nhiều tòa nhà thời thuộc địa nhất Đông Á hiện nay. Các văn phòng chính phủ ở trong các tòa nhà được xây thời thuộc địa (ví dụ: Tòa án Tối cao Myanmar, Tòa thị chính, chợ Bogyoke và Bệnh viện đa khoa) đang được đưa vào kế hoạch gia cố nâng cấp. New Towns (မ္ရုိ့သစ္) và các khu ngoại ô khác như thị trấn Thaketa vẫn tiếp tục nghèo khổ.
Yangon là kết hợp của hai từ: Yan (những kẻ thù) và koun (chạy thoát). Yangon là một thành viên của Hệ thống các thành phố lớn châu Á 21.

## Lịch sử

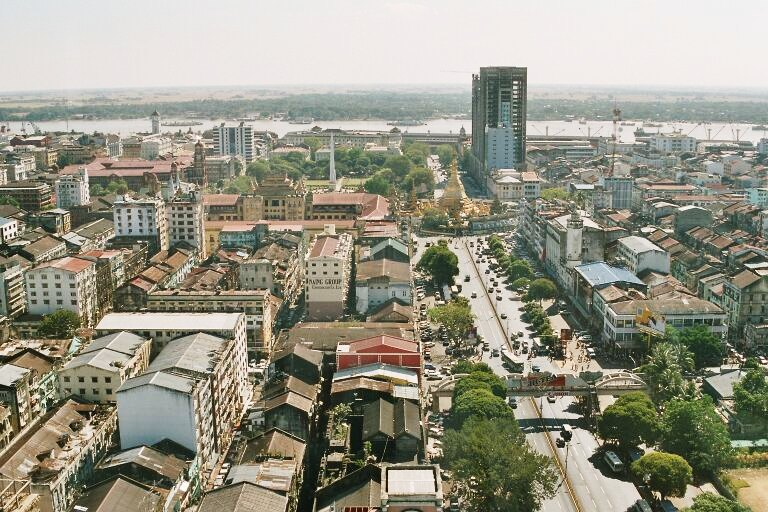
Central Yangon

## Hành chính

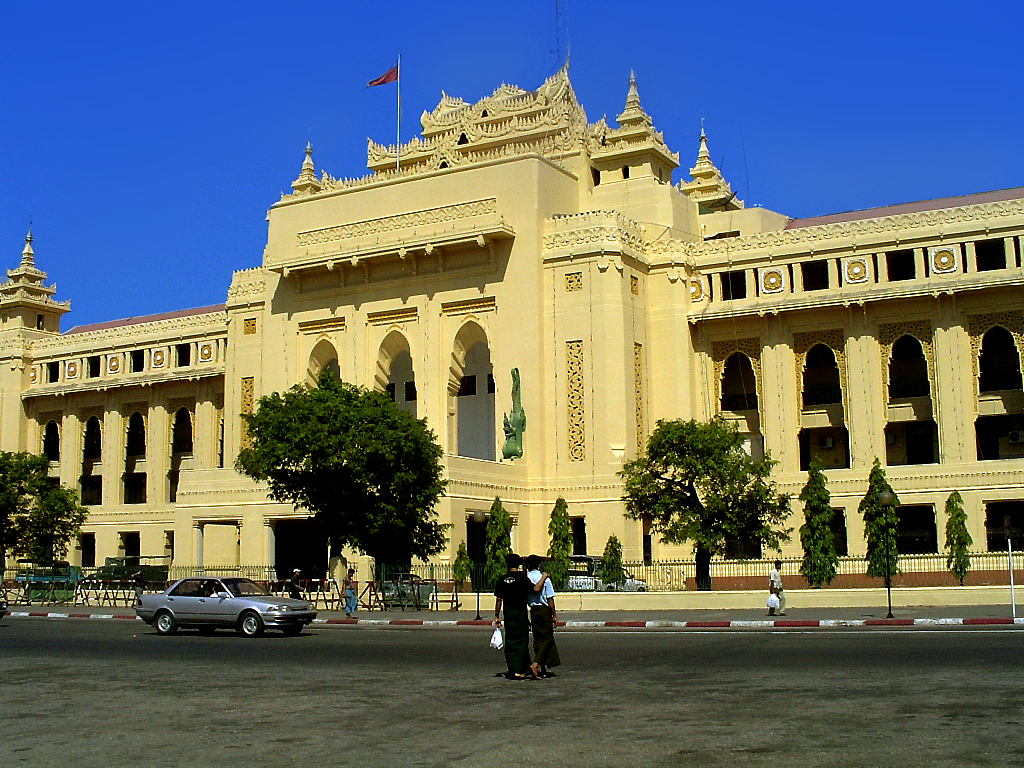
Tòa nhà thành phố Yangon

### Các đơn vị hành chính
Thành phố Yangon được chia làm 32 thị trấn. Thị trấn vệ tinh không được tính vào các đơn vị hành chính loại này.
Quận phía Tây (Trung tâm)
- Thị trấn Ahlone
- Thị trấn Bahan
- Thị trấn Dagon
- Thị trấn Kyauktada
- Thị trấn Kyeemyintdine
- Thị trấn Lanmadaw
- Thị trấn Latha
- Thị trấn Pabedan
- Thị trấn Sanchaung
- Thị trấn Seikkan

Quận phía Đông
- Thị trấn Dagon Seikkan
- Thị trấn Đông Dagon
- Thị trấn Bắc Dagon
- Thị trấn Bắc Okkalapa
- Thị trấn Nam Dagon
- Thị trấn Nam Okkalapa
- Thị trấn Thingangyun
- Thị trấn Botahtaung

Quận phía Bắc
- Thị trấn Hlaing
- Thị trấn Hlaingthaya
- Thị trấn Insein
- Thị trấn Kamayut
- Thị trấn Mayangone
- Thị trấn Mingaladone
- Thị trấn Pazundaung
- Thị trấn Shwepyitha

Quận phía Nam
- Thị trấn Dala
- Thị trấn Dawbon
- Thị trấn Mingalataungnyunt
- Thị trấn Thaketa
- Thị trấn Tamwe
- Thị trấn Yankin
- Thị trấn Seikkyi Kanaungto

## Khí hậu
Yangon có khí hậu nhiệt đới gió mùa. Theo hệ thống phân loại khí hậu Köppen.
| Dữ liệu khí hậu của Yangon (1961—1990)                                                        | Dữ liệu khí hậu của Yangon (1961—1990) | Dữ liệu khí hậu của Yangon (1961—1990) | Dữ liệu khí hậu của Yangon (1961—1990) | Dữ liệu khí hậu của Yangon (1961—1990) | Dữ liệu khí hậu của Yangon (1961—1990) | Dữ liệu khí hậu của Yangon (1961—1990) | Dữ liệu khí hậu của Yangon (1961—1990) | Dữ liệu khí hậu của Yangon (1961—1990) | Dữ liệu khí hậu của Yangon (1961—1990) | Dữ liệu khí hậu của Yangon (1961—1990) | Dữ liệu khí hậu của Yangon (1961—1990) | Dữ liệu khí hậu của Yangon (1961—1990) | Dữ liệu khí hậu của Yangon (1961—1990) |
| Tháng                                                                                         | 1                                      | 2                                      | 3                                      | 4                                      | 5                                      | 6                                      | 7                                      | 8                                      | 9                                      | 10                                     | 11                                     | 12                                     | Năm                                    |
| --------------------------------------------------------------------------------------------- | -------------------------------------- | -------------------------------------- | -------------------------------------- | -------------------------------------- | -------------------------------------- | -------------------------------------- | -------------------------------------- | -------------------------------------- | -------------------------------------- | -------------------------------------- | -------------------------------------- | -------------------------------------- | -------------------------------------- |
| Cao kỉ lục °C (°F)                                                                            | 37.8 (100.0)                           | 38.3 (100.9)                           | 39.4 (102.9)                           | 41.1 (106.0)                           | 40.6 (105.1)                           | 36.7 (98.1)                            | 33.9 (93.0)                            | 33.9 (93.0)                            | 34.4 (93.9)                            | 35.0 (95.0)                            | 35.0 (95.0)                            | 35.6 (96.1)                            | 41.1 (106.0)                           |
| Trung bình ngày tối đa °C (°F)                                                                | 32.2 (90.0)                            | 34.5 (94.1)                            | 36.0 (96.8)                            | 37.0 (98.6)                            | 33.4 (92.1)                            | 30.2 (86.4)                            | 29.7 (85.5)                            | 29.6 (85.3)                            | 30.4 (86.7)                            | 31.5 (88.7)                            | 32.0 (89.6)                            | 31.5 (88.7)                            | 32.3 (90.1)                            |
| Trung bình ngày °C (°F)                                                                       | 25.1 (77.2)                            | 26.9 (80.4)                            | 28.8 (83.8)                            | 30.7 (87.3)                            | 29.2 (84.6)                            | 27.4 (81.3)                            | 26.9 (80.4)                            | 26.9 (80.4)                            | 27.3 (81.1)                            | 27.9 (82.2)                            | 27.2 (81.0)                            | 25.3 (77.5)                            | 27.5 (81.5)                            |
| Tối thiểu trung bình ngày °C (°F)                                                             | 17.9 (64.2)                            | 19.3 (66.7)                            | 21.6 (70.9)                            | 24.3 (75.7)                            | 25.0 (77.0)                            | 24.5 (76.1)                            | 24.1 (75.4)                            | 24.1 (75.4)                            | 24.2 (75.6)                            | 24.2 (75.6)                            | 22.4 (72.3)                            | 19.0 (66.2)                            | 22.6 (72.7)                            |
| Thấp kỉ lục °C (°F)                                                                           | 12.8 (55.0)                            | 13.3 (55.9)                            | 16.1 (61.0)                            | 20.0 (68.0)                            | 20.6 (69.1)                            | 21.7 (71.1)                            | 21.1 (70.0)                            | 20.0 (68.0)                            | 22.2 (72.0)                            | 21.7 (71.1)                            | 16.1 (61.0)                            | 12.8 (55.0)                            | 12.8 (55.0)                            |
| Lượng mưa trung bình mm (inches)                                                              | 5 (0.2)                                | 2 (0.1)                                | 7 (0.3)                                | 15 (0.6)                               | 303 (11.9)                             | 547 (21.5)                             | 559 (22.0)                             | 602 (23.7)                             | 368 (14.5)                             | 206 (8.1)                              | 60 (2.4)                               | 7 (0.3)                                | 2.681 (105.6)                          |
| Số ngày mưa trung bình                                                                        | 0.2                                    | 0.2                                    | 0.4                                    | 1.6                                    | 12.6                                   | 25.3                                   | 26.2                                   | 26.1                                   | 19.5                                   | 12.2                                   | 4.8                                    | 0.2                                    | 129.3                                  |
| Độ ẩm tương đối trung bình (%)                                                                | 62                                     | 66                                     | 69                                     | 66                                     | 73                                     | 85                                     | 86                                     | 87                                     | 85                                     | 78                                     | 71                                     | 65                                     | 74                                     |
| Số giờ nắng trung bình tháng                                                                  | 300                                    | 272                                    | 290                                    | 292                                    | 181                                    | 80                                     | 77                                     | 92                                     | 97                                     | 203                                    | 280                                    | 288                                    | 2.452                                  |
| Nguồn 1: Tổ chức Khí tượng Thế giới, Sistema de Clasificación Bioclimática Mundial (extremes) |                                        |                                        |                                        |                                        |                                        |                                        |                                        |                                        |                                        |                                        |                                        |                                        |                                        |
| Nguồn 2: Danish Meteorological Institute (sun and relative humidity)                          |                                        |                                        |                                        |                                        |                                        |                                        |                                        |                                        |                                        |                                        |                                        |                                        |                                        |

## Nhân khẩu
Yangon là thành phố đông dân nhất cho đến nay ở Myanmar. Theo điều tra dân số năm 2014, thành phố có dân số 5,16 triệu. Dân số của thành phố tăng mạnh sau năm 1948 khi nhiều người (chủ yếu là người Miến Điện bản địa) từ các vùng khác của đất nước chuyển đến các đô thị vệ tinh mới được xây dựng là Bắc Okkalapa, Nam Okkalapa và Thaketa trong những năm 1950 và Đông Dagon, Bắc Dagon và Nam Dagon vào những năm 1990. Những người nhập cư đã thành lập các hiệp hội khu vực của họ (chẳng hạn như Hiệp hội Mandalay, Hiệp hội Mawlamyaing, v.v.) ở Yangon cho các mục đích kết nối. Quyết định của chính phủ chuyển thủ đô hành chính của quốc gia đến Naypyidaw đã khiến một số lượng lớn công chức rời khỏi Yangon.
Yangon là thành phố đa sắc tộc nhất trong cả nước. Trong khi Người Ấn Độ chiếm đa số nhỏ trước Thế chiến thứ hai, ngày nay, phần lớn dân số là người gốc Người Bamar (Miến Điện) bản địa. Các cộng đồng lớn gồm người Ấn Độ hay Miến Điện gốc Nam Á và Người Hoa tồn tại, đặc biệt là ở các khu phố truyền thống ở trung tâm thành phố. Một số lượng lớn Rakhine và Karen cũng sống trong thành phố.
Tiếng Miến Điện là ngôn ngữ chính của thành phố. Tiếng Anh cho đến nay vẫn là ngôn ngữ thứ hai ưa thích của tầng lớp giáo dục. Tuy nhiên, trong những năm gần đây, triển vọng về các cơ hội việc làm ở nước ngoài đã lôi kéo một số người theo học các ngôn ngữ khác: Tiếng Quan Thoại phổ biến nhất, tiếp theo là tiếng Nhật và tiếng Pháp.

### Tôn giáo
| Tôn giáo ở Yangon | Tôn giáo ở Yangon | Tôn giáo ở Yangon | Tôn giáo ở Yangon | Tôn giáo ở Yangon |
| ----------------- | ----------------- | ----------------- | ----------------- | ----------------- |
| Tôn giáo          | Tôn giáo          |                   | Tỷ lệ             | Tỷ lệ             |
| Phật giáo         | Phật giáo         |                   | 91.00%            | 91.00%            |
| Hồi giáo          | Hồi giáo          |                   | 4.70%             | 4.70%             |
| Cơ Đốc giáo       | Cơ Đốc giáo       |                   | 3.20%             | 3.20%             |
| Ấn Độ giáo        | Ấn Độ giáo        |                   | 1.00%             | 1.00%             |
| Khác              | Khác              |                   | 0.10%             | 0.10%             |

Các tôn giáo chính được thực hành ở Yangon là Phật giáo, Cơ đốc giáo, Ấn Độ giáo và Hồi giáo. Chùa Shwedagon là một địa danh tôn giáo nổi tiếng trong thành phố.

### Truyền thông
Yangon là trung tâm của đất nước cho các ngành công nghiệp điện ảnh, âm nhạc, quảng cáo, báo chí và xuất bản sách, và là trung tâm văn hóa của đất nước. Tất cả các phương tiện truyền thông đều được quản lý chặt chẽ bởi chính phủ quân sự. Phát sóng truyền hình là không giới hạn đối với khu vực tư nhân. Tất cả nội dung truyền thông trước tiên phải được phê duyệt bởi hội đồng kiểm duyệt truyền thông của chính phủ, Bộ phận Giám sát Báo chí và Đăng ký.
Hầu hết các kênh truyền hình trong nước được phát sóng từ Yangon. MRTV và Myawaddy TV là hai kênh chính, cung cấp các chương trình giải trí và tin tức bằng tiếng Miến Điện. Các kênh quan tâm đặc biệt khác là MWD-1 và MWD-2, MITV, kênh tiếng Anh nhắm mục tiêu đến khán giả nước ngoài qua vệ tinh và qua internet, MRTV-4 và Kênh 7 (Yangon) tập trung vào các chương trình và phim giáo dục không chính quy, và Movie 5, một kênh truyền hình trả tiền chuyên phát sóng các bộ phim nước ngoài.
Yangon có ba đài phát thanh. Đài phát thanh Myanmar là dịch vụ phát thanh quốc gia và các chương trình phát thanh chủ yếu bằng tiếng Miến Điện và tiếng Anh trong những thời gian cụ thể. Các đài phát thanh theo định hướng văn hóa đại chúng Yangon City FM và Mandalay City FM chuyên về nhạc pop tiếng Miến Điện và tiếng Anh, các chương trình giải trí, phỏng vấn người nổi tiếng trực tiếp, v.v. Các kênh radio mới như Shwe FM và Pyinsawaddy FM cũng có thể được điều chỉnh với khu vực thành phố.

## Văn hóa
Ngôn ngữ chính thức là tiếng Myanmar. Tiếng Anh cũng được những người lớn tuổi hoặc có học sử dụng rộng rãi ở nội ô. Yangon có trường đại học lâu đời nhất Myanma (thành lập năm 1920). Hai trong bốn học viên y khoa đặt ở thành phố này.

### Các địa điểm văn hóa
- Chùa Shwedagon
- Chùa Sule
- Nhà thờ lớn Saint Mary
- Đại học Yangon
- Bia tưởng niệm chiến tranh của quân đồng minh
- Alan Pya Paya (trước kia là Chùa Signal)
- Chaukhtatgyi Paya
- Kyaukdawgyi Paya
- Kandawgyi Lake (formerly Great Lakes)
- Inya Lake (formerly Victoria Lakes)
- Mahabandoola Park (formerly Fitche Square)
- Yangon Zoological Gardens
- Chợ Bogyoke Market (Chợ Scott)
- National Race Village
- Chùa Botahtaung

## Kinh tế
Yangon là trung tâm kinh tế của Myanmar. Phần lớn xuất nhập khẩu đến từ Yangon. Năm 2004, chính phủ đã cho phép Công ty phát triển khu chế xuất Shanghai Jingqiao (Thượng Hải Kim Kiều) triển khai kế hoạch lập Đặc khu kinh tế lớn nhất Myanmar ở Thanlying Township gần cảng Thilawa. Quy hoạch đã được hoàn thành năm 2006 nhưng vẫn chưa được phê duyệt.

## Giao thông
Sân bay quốc tế Yangon cách trung tâm thành phố 19 km. Xe bus luôn chật cứng khách. Hệ thống đường sắt tỏa lên các tỉnh phía bắc Myanmar. Chính phủ thường xuyên hạn chế nhập khẩu xe hơi. Do đó, thị trường chợ đen cung cấp xe mới và xe đã qua sử dụng từ Thái Lan và Trung Quốc. Xăng dầu cũng được phân phối theo tiêu chuẩn và cũng có chợ đen cấp xăng dầu. Việc đi xe máy trong thành phố là bất hợp pháp.

## Hình ảnh

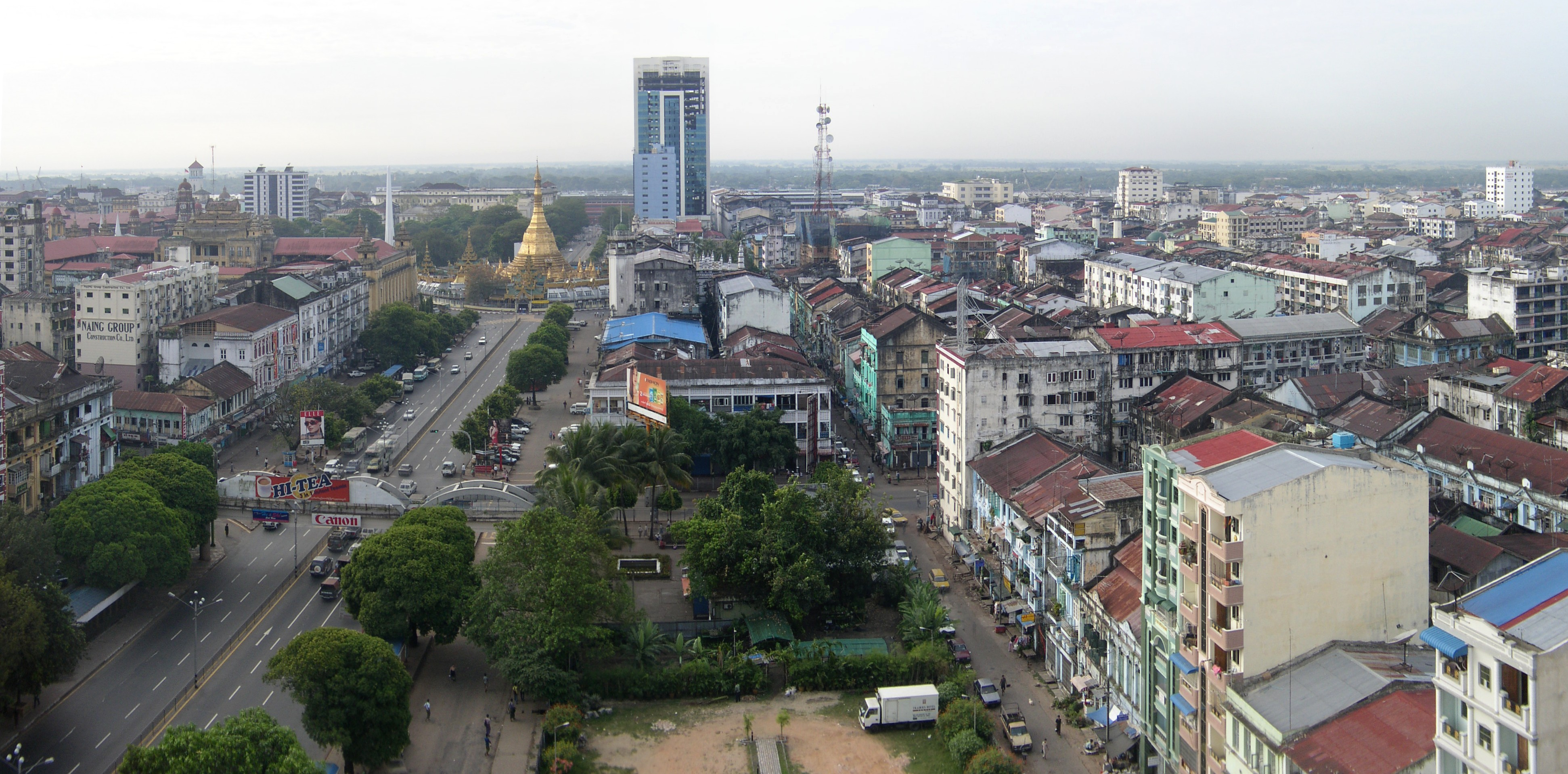
Khu phố Yangon, quay mặt về tháp Sule và sông Hlaing
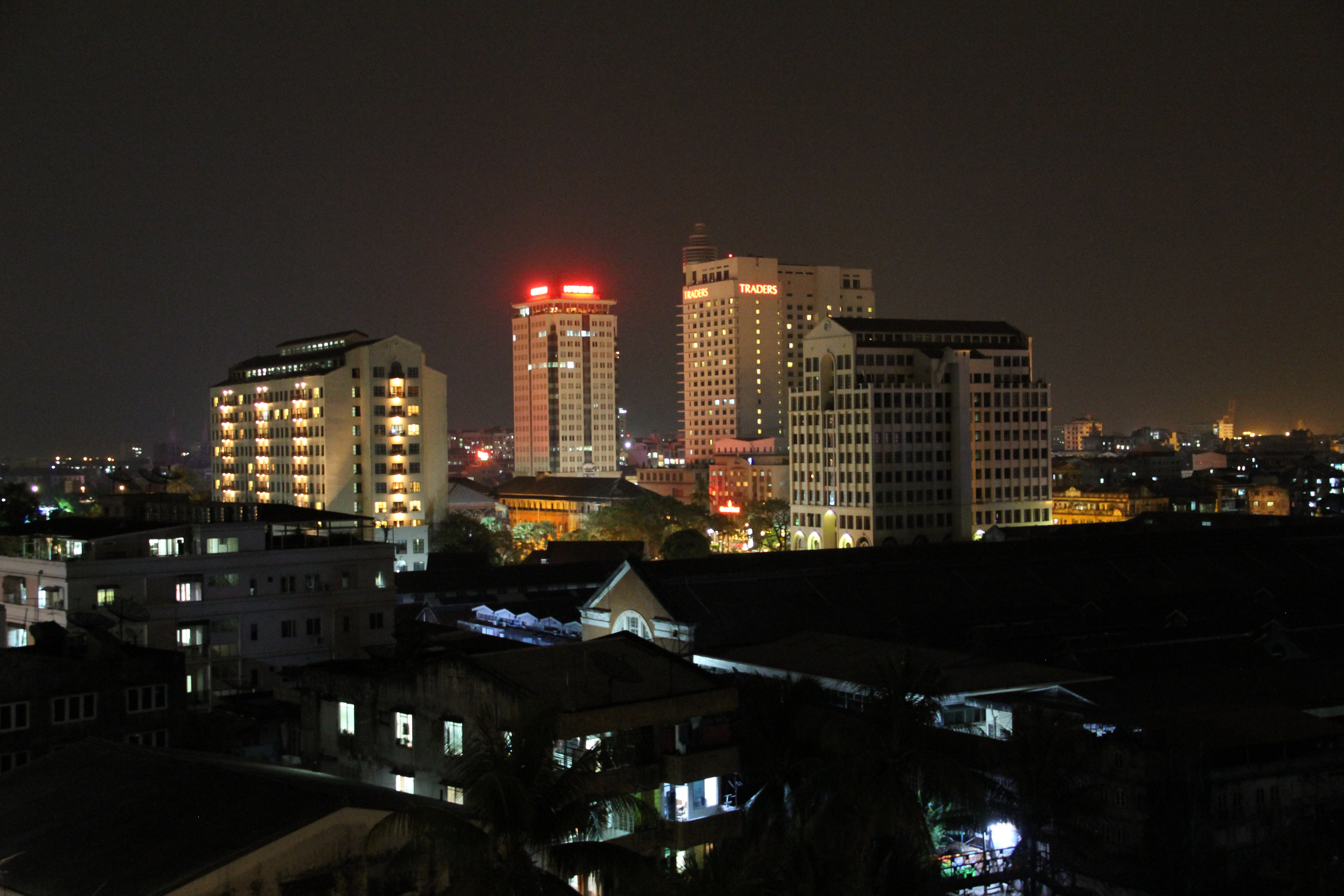
Yangon về đêm
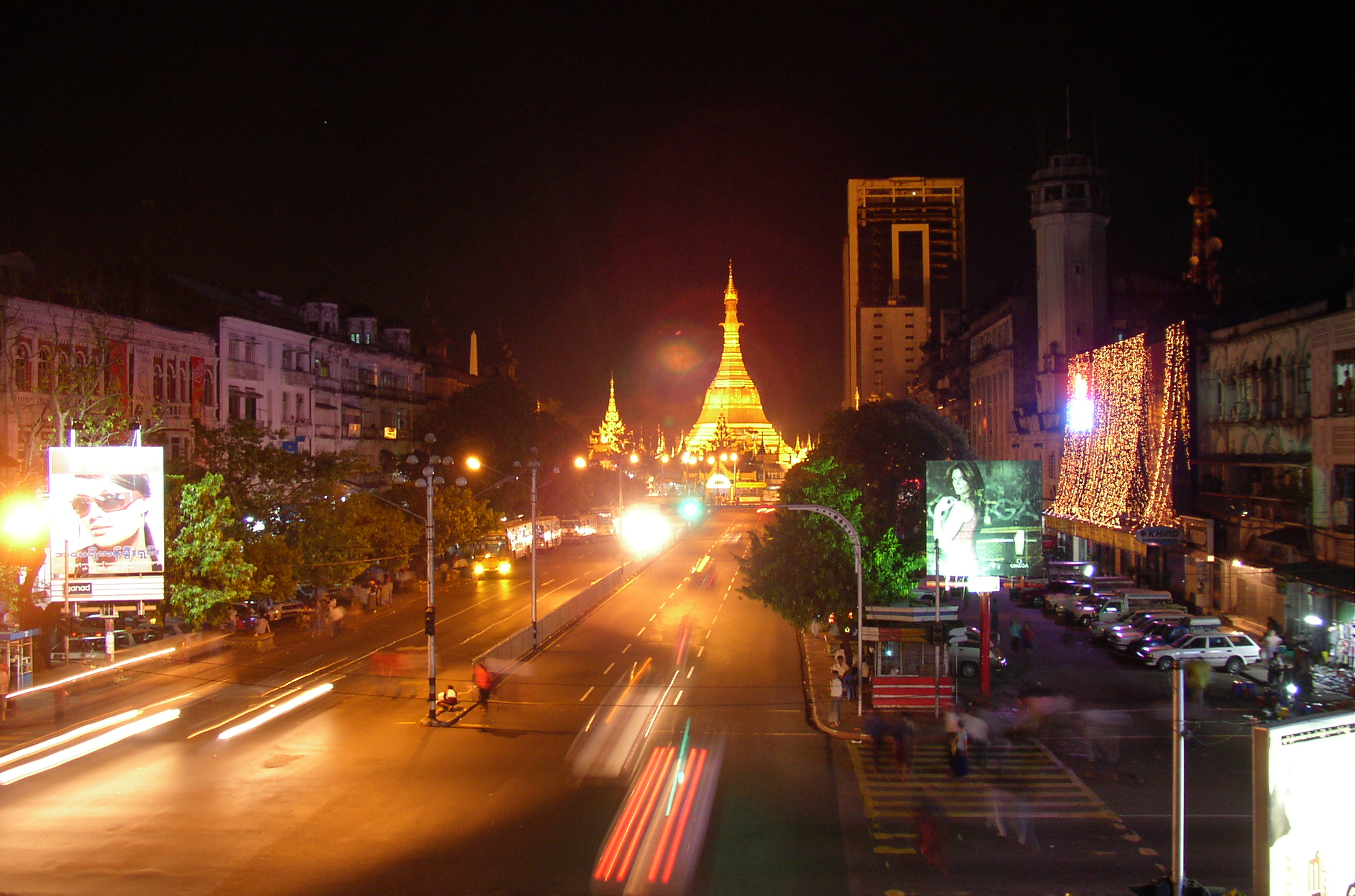
Tháp Sule vào ban đêm
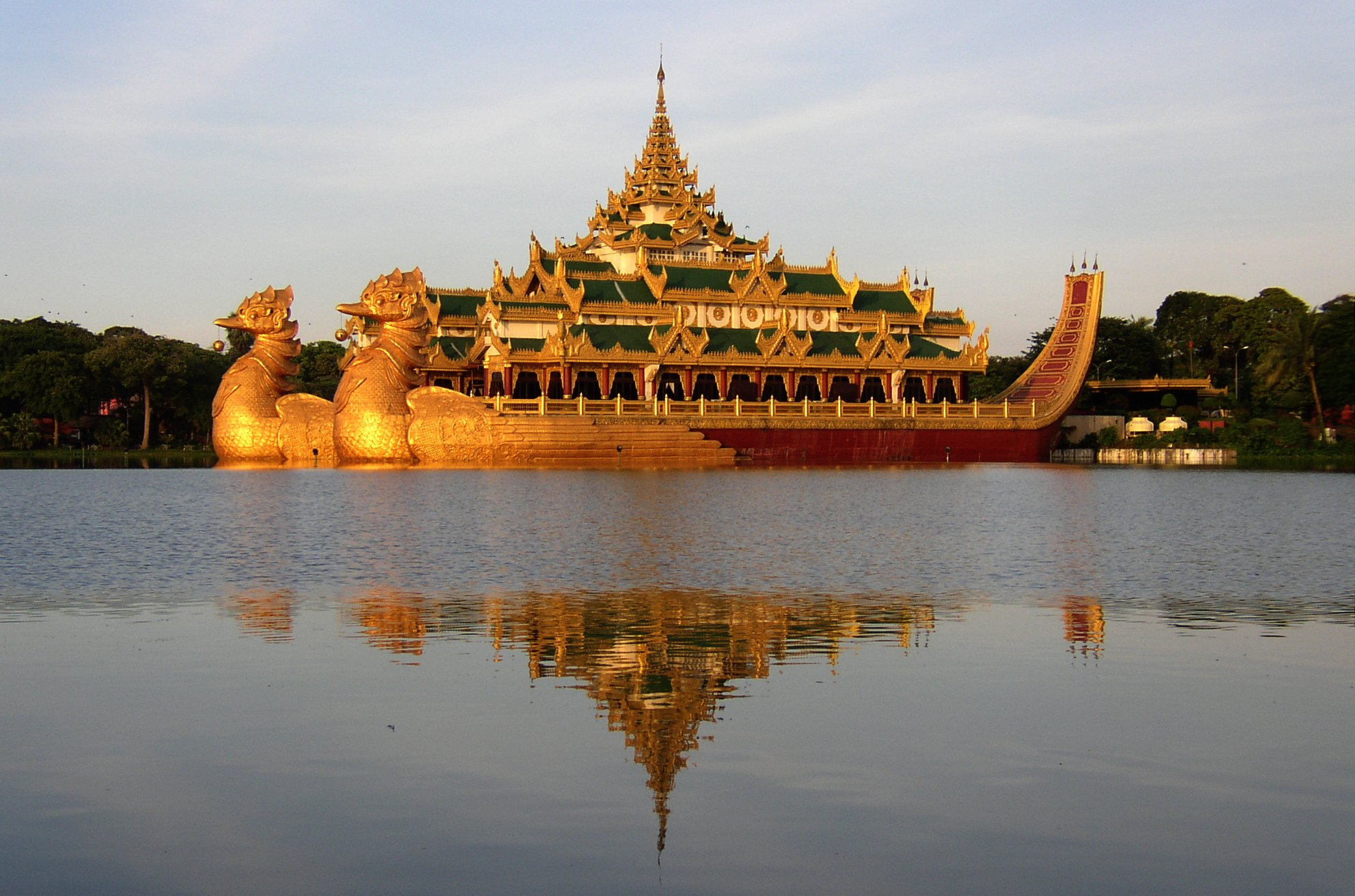
Cung điện Karaweik trên hồ Kandawgyi
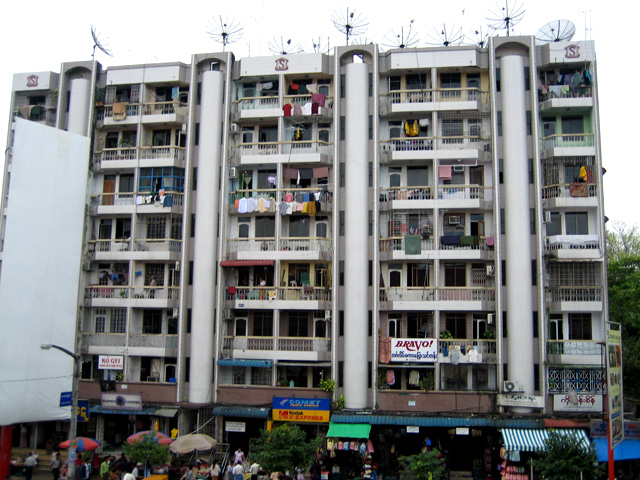
Những căn hộ trong khu phố
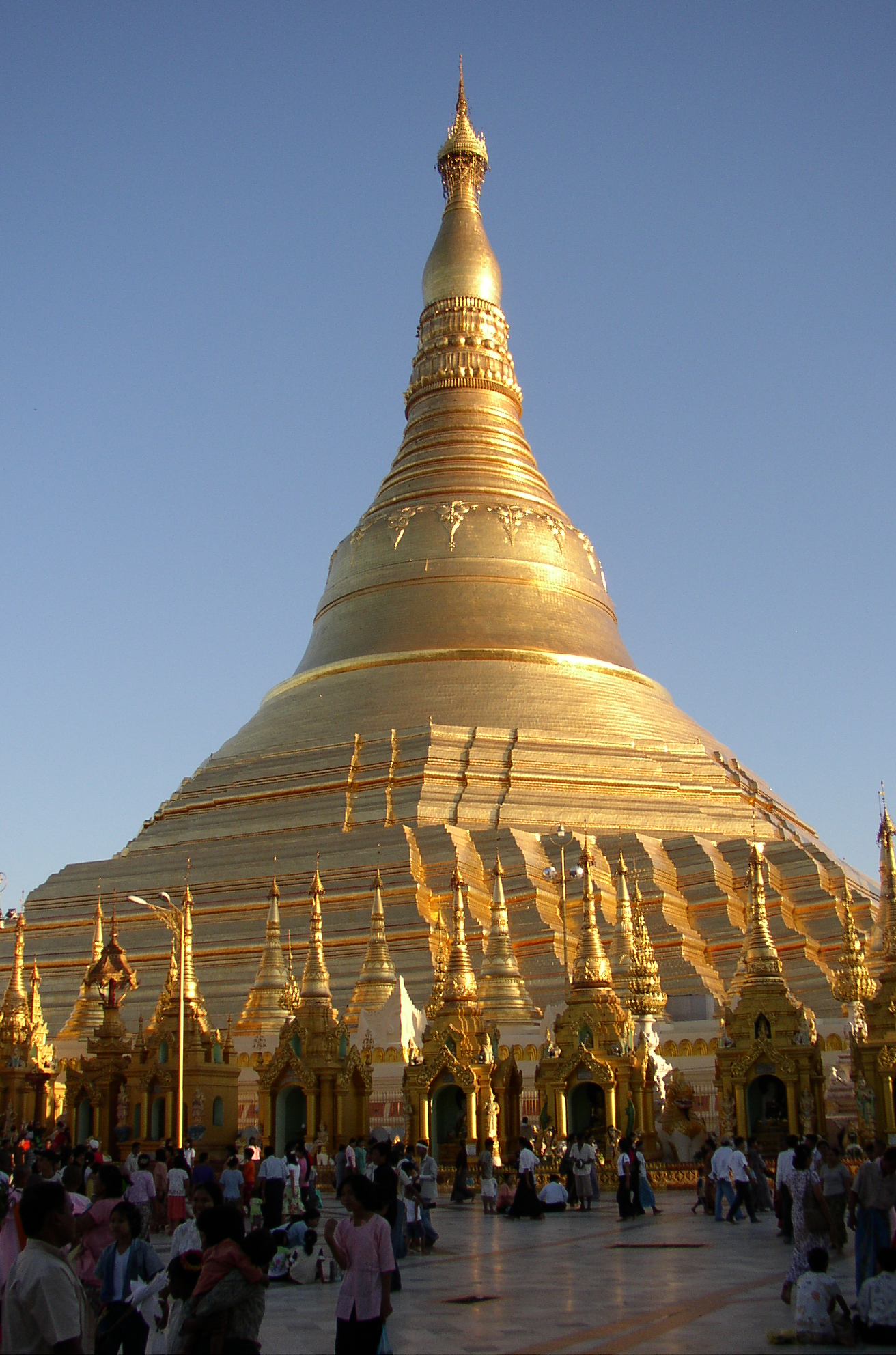
Tháp Shwedagon, một địa danh ở Yangon
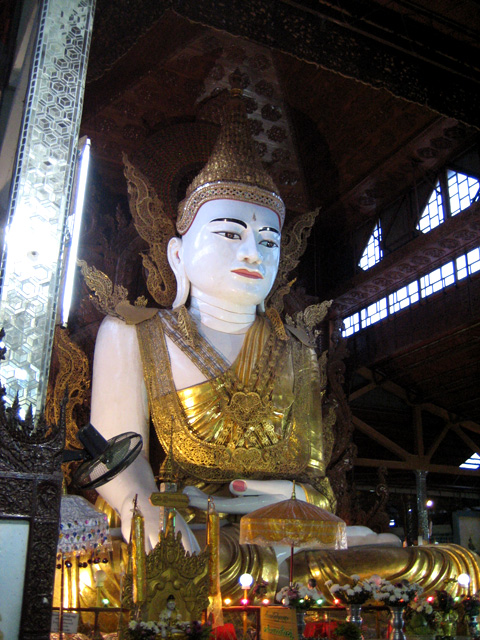
Hình Phật Ngahtatgyi